# تعليم توليفي
تعليم توليفي بدأت الموجة الأولى فيما يسمى تعليم إلكتروني أوE-learning مع نهاية التسعينيات من القرن الماضي، والتي كانت تركز على إدخال التكنولوجيا المتطورة في العمل التدريسي، وتحويل الفصول التقليدية إلى فصول افتراضية Virtual Classrooms، عن طريق استخدام الشبكات المحلية، أو الدولية وتكنولوجيا المعلومات.وفي غمرة هذا الاندفاع تحمس البعض لدرجة طالبوا بإلغاء الفصول التقليدية وإحلال الفصول الافتراضية مكانها.ومع مرور الوقت وزوال الهالة بدأت التجارب والبحوث العلمية تكشف لنا جوانب القصور في التعلم الإلكتروني، منها على سبيل المثال أنه تعلم مكلف للغاية حيث يبلغ متوسط تكلفة المساق التعليمي الواحد ما بين 200 إلى 400 دولار للفرد الواحد، كذلك أن هذا التعلم يفتقد إلى التفاعل الإنساني بين المعلم والمتعلم وجها لوجه، كما أنه لا يساعد الفرد على التدرب على الحوار والمناقشة وتبادل الآراء.
إن التطور التكنولوجي مهما سما وتطور لايغني عن الطرق التقليدية في التعليم والتعلم، فكما لم تغن التجارة الإلكترونية عن التجارة التقليدية وكما لم يغني البريد الإلكتروني عن البريد العادي ولم تغني تكنولوجيا المعلومات عن الورق، فان التعلم إلكتروني لن يكون بديلا عن التعلم التقليدي ولا عن المعلم الإنسان ولا الفصل المدرسي والمدرج الجامعي .من هنا ظهر مفهوم التعلم المولّف Blended Learning كتطور طبيعي للتعلم الإلكتروني، فهذا النوع من التعلم يجمع بين التعلم الإلكتروني والتعلم التقليدي الصفي العادي، فهو تعلم لا يلغي التعلم الإلكتروني ولا التعلم التقليدي انه مزيج من الاثنين معا.
يشمل البحث الموضوعات التالية:
- جمسميات أخرى للتعلم المولّف.
- التعريف.
- عناصر التعلم المولّف.
- عوامل نجاح التعلم المولّف.
- نماذج التعلم المولّف.
- مميزات التعلم المولّف.
- مميزات التعلم المولّف.
- لماذا يلجأ الناس عادة للتعلم المولّف؟بعض مشكلات التعلم المولّف.
- بعض الأبحاث في مجال التعلم المولّف.

مسميات أخرى للتعلم المولّف:
هناك العديد من التسميات لهذا النوع من التعلم منها:
التعلم المزيج، التعلم الخليط، التعلم المدمج، التعلم التمازجي باللغة العربية و“integrated learning”, “hybrid learning” “multi-method learning” باللغة الإنجليزية.
التعريف:
هناك العديد من التعريفات فيما يتعلق بالتعلم المولّف، وتجمع على أنه الجمع بين عدة أنماط من التعليم، مثل التعلم الإلكتروني مع التعلم التقليدي وجهاً لوجه والتعلم الذاتي، ويقصد بالتعلم المولّف مزج أو خلط أدوار المعلم التقليدية في الفصول الدراسية التقليدية مع الفصول الافتراضية والمعلم الإلكتروني، أي أنه تعلم يجمع بين التعلم التقليدي والتعلم الإلكتروني. وأفضل مفتاح للتوليفة هو الذي يجمع ين عدة طرق مختلفة للحصول على أعلى إنتاجية بأقل تكلفة. (Byrne,2004)كما عرفته الجمعية الأمريكية للتدريب والتطوير ASTD نسخة محفوظة 29 أكتوبر 1996 على موقع واي باك مشين. بأنه الدمج المخطط له لأي مما يلي: التفاعل الحي وجهاً لوجه، التعاون المتزامن أو غير المتزامن، التعلم الذاتي والأدوات المساعدة على تحسين الأداء. (Fu,2006)
عناصر التعلم المولّف:
يحتوي التعلم المولّف على العديد من العناصر التي من الممكن دمجها لنحصل على هذا النوع من التعليم، حيث يمكن دمج أي عدد منها والعناصر هي:
1. فصول تقليدية.
2. فصول افتراضية.
3. توجيه وإرشاد تقليدي (معلم حقيقي).
4. فيديو متفاعل أو أقمار اصطناعية.
5. بريد إلكتروني.
6. رسائل إلكترونية مستمرة.
7. المحادثات على الشبكة.

عوامل نجاح التعلم المولّف:
هناك العديد من العوامل التي تساهم في نجاح التعلم المولّف منها ما يلي:

## التواصل والإرشاد
من أهم عوامل نجاح التعلم المولّف التواصل بين المتعلم والمعلم، وذلك لان المتعلم في هذا النمط الجديد لا يعرف متى يحتاج المساعدة أو نوع الأجهزة والمعدات والأدوات والبرمجيات، أو متى يمكن أن يختبر مهاراته لذا فان التعلم المولّف الجيد لابد أن يتضمن إرشادات وتعليمات كافية لعينات من السلوك والأعمال والتوقعات، كذا طرق التشخيص وبعض المهام التي يوصي بها للمتعلم وأدوار كل منهم بطريقة واضحة ومحددة ومكتوبة.

## العمل التعاوني على شكل فريق
في التعلم الخليط لابد أن يقتنع كل فرد (طالب، معلم)بأن العمل في هذا النوع من التعلم يحتاج إلى تفاعل كافة المشاركين، ولابد من العمل في شكل فريق، وتحديد الأدوار التي يقوم بها كل فرد.

## تشجيع العمل المبهر الخلاق
الحرص على تشجيع الطلاب على التعلم الذاتي والتعلم وسط المجموعات، لأن الوسائط التكنولوجية المتاحة في التعلم المولّف تسمح بذلك، (فالفرد يمكن أن يدرس بنفسه من خلال قراءة مطبوعة أو قراءتها من على الخط بينما في ذات الوقت يشارك مع زملائه في بلد آخر من خلال الشبكة أو من خلال مؤتمرات الفيديو في مشاهدة فيديو عن المعلومة).إن تعدد الوسائط والتفاعلات الصفية تشجع الإبداع وتجود العمل.

## الاختيارات المرنة
التعلم المولّف يمكن الطلاب من الحصول على المعلومات والإجابة عن التساؤلات بغض النظر عن المكان والزمان أو التعلم السابق لدى المتعلم، وعلى ذلك لابد من أن يتضمن التعلم المولّف اختيارات كثيرة ومرنه في ذات الوقت تمكن كافة المستفيدين من أن يجدوا ضالتهم.

## إشراك الطلاب في اختيار المولّف المناسب
يجب أن يساعد المعلم طلابه في اختيار المولّف المناسب (التعلم على الخط، العمل الفردي، الاستماع لمعلم تقليدي، القراءة من مطبوعة، البريد الإلكتروني),كما يقوم المعلم بدور المحفز للمتعلمين حيث يساعد في توظيف اختيارات الطلاب بحيث يتأكد من أن الطالب المناسب اختار الوسيط المناسب له للوصول إلى أقصى كفاءة.

## اتصل ثم اتصل ثم اتصل
لابد أن يكون هناك وضوح بين الاختيارات المتاحة عبر الخط للموضوع الواحد، وأن يكون هناك طريقة اتصال سريعة ومتاحة طول الوقت بين المتعلمين والمعلمين للإرشاد والتوجيه في كل الظروف، ولابد من أن يشجع الاتصال الشبكي بين الطلاب بعضهم البعض لتبادل الخبرات وحل المشكلات والمشاركة في البرمجيات.

## اعشق التكرار
التكرار من أهم صفات التعلم المولّف وأحد أهم عوامل نجاحه، لأنه يسمح للمشاركين بتلقي الرسالة الواحدة من مصادر مختلفة في صور متعددة على مدى زمني بعيد، فمثلا يمكن أن يقدم درس تقليدي، ويمكن تقديم نفس المادة العلمية بطريقة أخرى على الشبكة، ويمكن تقديم نموذج تطبيقي لنفس المعلومة مع قاعدة بيانات كاملة، ومن الممكن أن يقدم المشرفون عن البرنامج ندوة على الفيديو كونفرنس(Video Conference) تتناول الجديد في هذا الموضوع، أو يتم تقديم نقاش على الشبكة (Chat) في نفس الموضوع، بالإضافة إلى إرسال رسائل بالبريد الإلكتروني لكل الدارسين حول تفاصيل الموضوع، كما يمكن أن يقدم اختباراً ذاتياً لنفس الموضوع، وكل تلك التكرارات تثري الموضوع وتعمق الفكر وتقابل كافة الاحتياجات والاستعدادات لدى المتعلمين، والمهم أن كل تلك التكرارات تكون بتقنية علمية عالية المستوى.
نماذج التعلم المولّف:
يذكر فالياثان ثلاث نماذج للتعلم المولّف وهي:
1. نموذج تطوير المهارة Skill-Driven Model: يجمع بين التعلم الذاتي ومدرب أو معلم لييسر دعم وتطوير المعرفة.
2. نموذج تطوير الموقف Attitude-Driven Model: تمزج مختلف الأحداث ووسائل تقديمها المختلفة من أجل تطوير سلوكيات معينة.
3. نموذج تطوير الكفاءة Competency-Driven Model: يمزج الأداء والأدوات الداعمة له مع إدارة مصادر المعرفة والتوجيه، من أجل تطوير الكفاءات في مكان العمل، وذلك من أجل التقاط ونقل المعرفة ويتطلب ذلك التفاعل مع الخبراء ومراقبتهم (Valiathan,2002).

مميزات التعلم المولّف :
1. خفض نفقات التعلم بشكل هائل بالمقارنة بالتعلم الإلكتروني وحده.
2. تمكين المتعلمين من الحصول على متعة التعامل مع معلميهم وزملائهم وجها لوجه.
3. تعزيز الجوانب الإنسانية والعلاقات الاجتماعية بين المتعلمين فيما بينهم وبين المعلمين أنفسهم أيضاً.
4. المرونة الكافية لمقابلة كافة الاحتياجات الفردية وأنماط التعلم لدى المتعلمين باختلاف مستوياتهم وأعمارهم وأوقاتهم.
5. الاستفادة من التقدم التكنولوجي في التصميم والتنفيذ والاستخدام.
6. إثراء المعرفة الإنسانية ورفع جودة العملية التعليمية ومن ثم جودة المنتج التعليمي وكفاءة المعلمين.
7. التواصل الحضاري بين مختلف الثقافات للاستفادة والإفادة من كل ما هو جديد في العلوم.
8. المدى Scale ويقصد به التحاق أفراد وجماعات من مختلف دول العالم في نفس الوقت على مدى واسع ويمكن أن يلتقوا في مكان ما في وقت ما بكيفية ما.
9. كثير من الموضوعات العلمية يصعب للغاية تدريسها إلكترونيا بالكامل وبصفة خاصة مثل المهارات العالية واستخدام التعلم المولّف يمثل أحد الحلول المقترحة لحل مثل تلك المشكلات.
10. من المزايا الواضحة لهذا النوع من التعلم هو أنه يوفر التدريب في بيئة العمل أو الدراسة، ويشمل التعزيز ويستخدم حداً أدنى من الجهد والموارد لكسب أكبر قدر من النتائج، فهو يمكن الناس من تطبيق المهارات باستمرار لتصبح مع الممارسة عادة(.(Gray,2006
11. يمكن أن يفصل على الأشخاص حسب احتياجاتهم، فيكتسب الإنسان المعرفة بقدر ما يملك من مهارات وما يحتاج إليه، وقد شبه ذلك بالملابس فما يفصل من أجلك وعلى مقاسك أفضل بكثير من أن تذهب إلى محل للملابس الجاهزة وتأخذ ملابس بحجم موحد، وهذا مثل التعليم بالطريقة التقليدية(Warrier,2006).
12. يسمح للطالب بالتعلم في حال عدم تمكنه من حضور الدرس فإنه يستطيع تعلم ما لم يتمكن من حضوره في نفس الوقت الذي يتعلم فيه زملاءه دون أن يتأخر عنهم، وهو مفيد للطلاب الذين يعانون من أمراض مزمنة كما أنه مفيد للطلبة سريعي التعلم في الحصول على كم أكبر من المعلومات(Alvarez,2005).

لماذا يلجأ الناس عادة للتعلم المولّف؟
يلجأ العديد من الأشخاص لهذا النوع من التعلم وذلك للأسباب التالية :
1. توفير المرونة للمتعلمين وذلك من خلال تقديم العديد من الفرص للتعلم من خلال طرق مختلفة، فتدمج بين الراحة التي يحتاجها من لديهم التزامات أسرية أو غيرها دون أن يفقدون التواصل الاجتماعي والإنساني والذي نلمسه في الفصول التقليدية.
2. يركز على أن يكون التعليم بطريقة تفاعلية وليس بطريقة التلقين كما في معظم أنواع التعليم الأخرى
3. يمكن من الوصول إلى أكبر عدد من المتعلمين في أقصر وقت وأقل تكلفة ممكنة((Graham,2004.
4. ويضيف وارير: يتعدى التعليم الإلكتروني التعليم التقليدي بأن يجعلك تشعر بأنك خارج الفصل ذو الأربع جدران والذي يكون فعالا تحت شروط معينة يكون أكثر فاعلية لو دمجت بعض عناصره مع بعض عناصر التعليم التقليدي وذلك هو ما يسمى blended learning، ويضيف بأن الدمج الصحيح بين التعليم التقليدي والتعليم الإلكتروني يعتبر أفضل من التعليم التقليدي الذي يكون وجها لوجه وأفضل من التعليم الإلكتروني إذا كان كل منهما منفصل عن الآخر، كما أن الحاجة الشديدة لتكنولوجيا جديدة والعمل 24 ساعة خلال أيام الأسبوع السبعة لا يمكن أن تتحقق من خلال مصادر ووسائل التعليم في الفصل العادي، والتعلم المولّف يحقق كل هذه الأشياء من أجل تطوير حاجات الإنسان، كما أنه لابد من توفر قدر كاف من الحماس والالتزام لتحقيق النجاح في التعلم المولّف أكثر مما تحتاجه الطريقة التقليدية (Warrier,2006).

بعض مشكلات التعلم المولّف:
لا يخلو التعلم المولّف من مشكلات يجب النظر إليها بعين الاعتبار ومنها :
- بعض الطلاب أو المتدربين تنقصهم الخبرة أو المهارة الكافية للتعامل مع أجهزة الكمبيوتر والشبكات، وهذا يمثل أهم عوائق التعلم الإلكتروني وخاصة إذا كنا نتكلم عن نوع من التعلم الذاتي.
- لا يوجد أي ضمان من أن الأجهزة الموجودة لدى المتعلمين أو المتدربين في منازلهم أو في أماكن التدريب التي يدرسون بها المساق إلكترونيا على نفس الكفاءة والقدرة والسرعة والتجهيزات وأنها تصلح للمحتوى المنهجي للمساق.
- صعوبات كثيرة في أنظمة وسرعات الشبكات والاتصالات في أماكن الدراسة.
- صعوبات عدة في التقويم ونظام المراقبة والتصحيح واخذ الغياب.
- ومن أهم مشكلات التعلم المولّف توفر الكوادر المؤهلة في هذا النوع من التعلم(سلامة,2005).

بعض الأبحاث في مجال التعلم المولّف:
عُملت العديد من الأبحاث والدراسات فيما يتعلق بالتعلم المولّف، منها ما يؤيد ويؤكد على أهميته واختلاف مخرجاته عن التعليم التقليدي، ومنها ما يؤكد عدم وجود فروق بين مخرجات التعلم المولّف والتعلم التقليدي. أحد الأبحاث التي تؤكد على اختلاف مخرجات التعلم المولّف عن التعليم التقليدي، دراسة في جامعة هارفارد في عام 2002م بكلية التجارة وتذكر بأنه قد حدث تحسن في تعلم الطلاب عندما تم إضافة ساعات تدريسية في فصول تقليدية إلى المساقات التي تدرس إلكترونياً، بل إن درجة الرضا لدى الطلاب قد زادت بدرجة دالة إحصائياً بالمقارنة بزملائهم الذين درسوا نفس المقرر بالتعليم الإلكتروني، كما وُجِد أن كتابة التقارير من قبل الطلاب الذين تعلموا تعلماً مولفاً كانت أكثر جودة وأسرع في التسليم وأفضل في النوعية من نفس التقارير التي أعدها زملائهم الذين تعلموا تعلماً إلكترونياً فقط.
وقد أعلنت جامعة الينوى الأمريكية عن مشروع الجامعة لنشر المساقات الدراسية لحوالي تسعة وثلاثين تخصصاً أكاديمياً على شبكة الإنترنت من نوع التعلم الإلكتروني، وقد نوه المسؤلون عن الجامعة أن هذا المشروع لن يكون بديلاً عن المساقات التقليدية التي تقدمها الجامعة تحت نفس المسميات بل داعمةً لها ومساعدةً للطلاب لرفع مستواهم الأكاديمي، وأن الجامعة لا تنوي في القريب العاجل أو البعيد أن تحول مقرراتها إلى مقررات إلكترونية بالكامل، كما أوضحت أن هناك طالب واحد من بين كل ثلاث طلاب مسجل في مساق واحد لدراسته على الشبكة، وأن طالباً واحداً من بين كل ستة طلاب يفضل دراسة كل المساقات على الشبكة ووجد أن التعلم المولّف قد بدأ يحل تدريجيا محل التعلم الإلكتروني في معظم مؤسسات التعليم (سلامة,2005).
أما بالنسبة للدراسات التي تؤكد عدم وجود فروق بين مخرجات التعلم المولّف والتعلم التقليدي دراسة مكونة من 212 طالب في إحدى جامعات الولايات المتحدة سجلوا في كورس محادثة عمومي، دُرسوا من قبل 8 معلمين منهم من قرر أن يشارك في التعليم بطريقة التعلم المولّف ومنهم من قرر استخدام الطريقة التقليدية وقد وُجد من خلال هذه الدراسة أنه لا توجد فروق ذات دلالة إحصائية بين درجات الطلاب الذين درسوا بالطريقة التقليدية ودرجات الطلاب الذين درسوا بطريقة التعلم المولّف(Fu,2006).
ومن جملة الأبحاث السابقة وغيرها يتضح لنا أن التعلم المولّف قد بدأ بشكل متسارع في الآونة الأخيرة يحل محل التعلم الإلكتروني، وأن التعلم المولّف هو البديل المنطقي والعلمي المقبول للتعلم الإلكتروني بل إنه أعلى عائداً وأقل تكلفة وأكثر أنواع التعلم الحديث تطوراً.
ملخص وخلاصة:
اشتمل هذا البحث على تعريف التعلم المولّف، مسميات أخرى لهذا النوع من التعلم، عناصره، عوامل نجاح التعلم المولّف ونماذجه، مميزات التعلم المولّف، أسباب لجوء الناس لهذا النوع من التعلم، بعض مشكلات التعلم المولّف وبعض الأبحاث في هذا المجال.
ونستخلص أن التعلم المولّف تَخلّص من المشكلات التي كنا نواجهها في حال اللجوء إلى التعلم الإلكتروني على حده أو اللجوء إلى التعليم التقليدي وحده وذلك بالدمج بينهما، مما وفر مرونة في التعليم فسهل على المتعلمين العملية التعليمية في أي مكان وأي زمان، وذلك دون حرمانهم من العلاقات الاجتماعية فيما بينهم أو مع معلميهم، فأصبح التعليم عملية تفاعلية فعالة، وليست فقط تلقين كما يحدث في الفصول التقليدية، فيتعلم الشخص في هذا النوع من التعليم حسب ما يحتاج إليه، فيستطع سريعوا التعلم مواكبة قدراتهم العقلية وإشباع حاجاتهم وطموحاتهم دون الإضرار بزملائهم.

## روابط خارجية
Byrne, Declan(2004): Blended learning, training reference.co.uk http://www.trainingreference.co.uk/blended_learning/bldacg1.htm
http://www.e-learningcentre.co.uk/eclipse/Resources/blended.htm